# Avitabile (album)
| Recensione              | Giudizio |
| ----------------------- | -------- |
| Debaser                 | [ 1 ]    |
| Dizionario del Pop-Rock | [ 2 ]    |

Avitabile è il primo album in studio del cantautore italiano Enzo Avitabile, pubblicato nel 1982.

## Tracce

### LP
Lato A
Testi e musiche di Enzo Avitabile.
1. L'ultimo della classe – 3:08
2. Fratello Soul – 4:18
3. Allora potrai dire – 4:02
4. Dimmi com'è – 3:30

Lato B
Testi e musiche di Enzo Avitabile.
1. Un amico – 4:00
2. Strega – 3:55
3. Dolce Sweet "M" – 3:55
4. Zig zag – 3:11
5. Belzebù – 3:09

## Musicisti
L'ultimo della classe
- Enzo Avitabile - voce, sax tenore, sax tenore solo
- Giorgio Cocilovo - chitarra
- Rino Avitabile - basso
- Mauro Spina - batteria
- Ernesto Vitolo - synclavier II
- Claudio Pascoli - sax tenore
- Gigi Mucciolo - tromba

Fratello Soul
- Enzo Avitabile - voce, sax tenore, sax alto
- Giorgio Cocilovo - chitarra, chitarra solo
- Stefano Pulga - piano
- Ernesto Vitolo - synclavier II
- Rino Avitabile - basso
- Mauro Spina - batteria

Allora potrai dire
- Enzo Avitabile - voce, sax alto, flauto solo
- Giorgio Cocilovo - chitarra elettrica, chitarra acustica
- Ernesto Vitolo - piano, synclavier II
- Rino Avitabile - basso
- Mauro Spina - batteria

Dimmi com'è
- Enzo Avitabile - voce, sax tenore, sax alto, sax baritono solo
- Giorgio Cocilovo - chitarra
- Ernesto Vitolo - organo Hammond, synclavier II
- Rino Avitabile - basso
- Mauro Spina - batteria
- Claudio Pascoli - sax tenore
- Gigi Mucciolo - tromba

Un amico
- Enzo Avitabile - voce, sax tenore, sax tenore solo
- Giorgio Cocilovo - chitarra
- Ernesto Vitolo - piano, synclavier II
- Rino Avitabile - basso
- Mauro Spina - batteria
- Claudio Pascoli - sax tenore
- Gigi Mucciolo - tromba

Strega
- Enzo Avitabile - voce, sax alto solo
- Giorgio Cocilovo - chitarra
- Ernesto Vitolo - organo Hammond, piano Fender
- Aldo Banfi - synclavier II
- Rino Avitabile - basso
- Mauro Spina - batteria

Dolce Sweet "M"
- Enzo Avitabile - voce, sax alto solo
- Giorgio Cocilovo - chitarra
- Ernesto Vitolo - piano Fender, synclavier II
- Rino Avitabile - basso
- Mauro Spina - batteria

Zig zag
- Enzo Avitabile - voce, sax alto, sax tenore
- Giorgio Cocilovo - chitarra
- Ernesto Vitolo - organo Hammond, synclavier II
- Rino Avitabile - basso
- Mauro Spina - batteria
- Claudio Pascoli - sax tenore
- Gigi Mucciolo - tromba

Belzebù
- Enzo Avitabile - voce, sax tenore, sax alto
- Giorgio Cocilovo - chitarra
- Ernesto Vitolo - piano, synclavier II
- Rino Avitabile - basso
- Mauro Spina - batteria
- Claudio Pascoli - sax tenore
- Gigi Mucciolo - tromba

Note aggiuntive
- Allan Goldberg - produttore, regia e direzione musicale, mixaggio
- Enzo Avitabile - arrangiamento fiati
- Registrazioni effettuate al Stone Castle Studios di Carimate, Como
- Allan Goldberg - ingegnere delle registrazioni
- Nick Lovallo - assistente fonico
- Marcello Spiridioni - Half Speed Mastering
- Aldo Banfi - Computer Programming Synclavier II
- Mauro Paolazzi - assistente esecutivo
- Cesare Monti e Santi & Spinello - copertina
- Si ringraziano: Rino Avitabile, Mauro Spina per aver collaborato alla realizzazione[4]